# Lapystia pursati
Lapystia pursati är en tvåvingeart som beskrevs av Tomasovic och Smets 2007. Lapystia pursati ingår i släktet Lapystia och familjen rovflugor.
Artens utbredningsområde är Kambodja. Inga underarter finns listade i Catalogue of Life.